# Menen
Menen (fr. Menin; vls. Mêenn, Mêende; hist. Meenen) – miasto w północno-zachodniej Belgii, w Regionie Flamandzkim, w prowincji Flandria Zachodnia, w okręgu Kortrijk. Liczy 34 417 mieszkańców (1 stycznia 2024).

## Podział administracyjny
W skład miasta wchodzą dwie dzielnice (deelgemeente):
- Lauwe
- Rekkem